# Gino Gavioli
Gino Gavioli, all'anagrafe Luigi Gavioli (Milano, 9 maggio 1923 – Milano, 19 novembre 2016), è stato un fumettista e animatore italiano.
Ha fondato assieme al fratello Roberto la Gamma Film, uno studio grafico italiano particolarmente attivo negli anni sessanta.

## Carriera
A 17 anni, dopo essersi diplomato all'Accademia di Brera fa il suo esordio disegnando per Alberto Traini le matite di alcune serie comiche tra cui il personaggio Carioca, tavole poi "passate" a china dall'amico Paolo Piffarerio.
Nei successivi anni collabora con le maggiori testate a fumetti italiane: Corriere dei piccoli, Il Monello e Il Giornalino. realizza i personaggi di Sempronio, Felicino e Arcibaldo, Il Lupo e l'Agnello, Pico Panda e Paco Serse. L'attività di disegnatore proseguirà dopo il lungo periodo in cui si dedica alla pubblicità assieme al fratello Roberto, con il volume Eroi in pantofole.
Nel 2008 la rivista The Artist rende omaggio a Osvaldo Cavandoli e alla sua Linea con Cavandoli!, un fumetto disegnato da 30 autori umoristici italiani: Gino Gavioli partecipa all'omaggio ridando vita, dopo circa quattro decenni, agli storici personaggi della Gamma Film: Caio Gregorio er guardiano der pretorio, Il Vigile Concilia, Cimabue e Capitan Trinchetto.
I due fratelli Gavioli riposano nella tomba familiare al cimitero di Greco, a Milano.

## La Gamma Film
Lo studio Gamma Film nasce a Milano nel 1953 e si espande rapidamente grazie alle capacità manageriali di Roberto Gavioli e all'impegno grafico del fratello Gino. Molteplici furono in quel periodo i disegnatori e i tecnici che si formarono nell'ambito dell'animazione e della televisione. Lo studio ha prodotto una grande quantità di serie per spot pubblicitari in animazione per Carosello e una serie di film a corto e lungo metraggio. Tra questi ultimi il più famoso è Putiferio va alla guerra del 1968 di cui Gino è stato uno dei principali disegnatori e Roberto il regista.
Nella storia dell'animazione italiana i fratelli Gavioli svolsero una funzione di pionieri nella sperimentazione di nuovi linguaggi espressivi, soluzioni grafiche e ricerca tecnologica.

## Riconoscimenti
Lo studio Gamma Film vinse nel 1965 la Palma d'oro per la miglior compagnia di produzione pubblicitaria al Festival internazionale della creatività Leoni di Cannes (spesso confuso con il festival cinematografico che, nella stessa località, assegna un premio omonimo), grazie all'enorme quantità e qualità delle sue produzioni.